# Jimini's
 (mai 2024).
L'article doit être relu — et modifié si nécessaire — par des contributeurs indépendants pour apporter un regard critique aux contributions effectuées en violation des conditions d'utilisation de Wikipédia, tant sur la forme (notamment concernant le style encyclopédique, la proportionnalité) que sur le fond (la neutralité de point de vue, la qualité et l'indépendance des sources).
Jimini's est une marque française de produits alimentaires de la SAS Entoma. La societé et la marque ont été créées en 2012 par Clément Scellier et Bastien Rabastens.
Entoma est spécialisée dans la fabrication et la commercialisation de produits à base d'insectes comestibles à destination du marché européen. Les insectes, provenant de cultivateurs aux Pays-Bas, sont manufacturés dans l'atelier de production à Vaux-le-Pénil, France.

## Histoire
En 2012, Jimini's est créée par Bastien Rabastens et Clément Scellier, dans le but d'intégrer progressivement l'entomophagie dans l'alimentation européenne afin d'en réduire l'impact environnemental. L'entreprise fait partie des premiers acteurs français à avoir démocratisé la consommation d'insectes comestibles, en commercialisant ses insectes apéritifs auprès de grands magasins comme La Grande Epicerie de Paris du Bon Marché, les Galeries Lafayette ou le BHV, et d'épiceries fines.
En 2015, l'entreprise commercialise une gamme de barres protéinées et énergétiques fabriquées à partir de poudre d'insectes dans son atelier de Vaux-le-Pénil.
Dès 2016, Jimini's est en vente aux Pays-Bas par une dépendance à Nimègue, et au Royaume-Uni.
En 2017, l'entreprise réalise une levée de fonds d'1 million d'euros auprès du Comptoir de l'innovation (INCO) et de la BPI afin d'accélérer son développement. Plus tard dans l'année, l'entreprise est intégrée au programme d'accompagnement Nutrition Greenhouse de Pepsico dont l'ambition est d'accompagner les jeunes entreprises européennes de la Foodtech.
En 2018, Carrefour Espagne commercialise pour la première fois des insectes comestibles sur le territoire espagnol avec les insectes apéritifs, barres énergétiques, pâtes et granolas Jimini's,,,
L'entreprise a créé également l'opération Faites du Bruizzz, vouée à la protection des abeilles et de leur environnement.
En 2019, Jimini's remporte le Grand Prix Lutte contre le Changement Climatique décerné par le Ministère de l'Environnement et de la Transition Energétique et l'ADEME. Cette même année, l'entreprise commercialise ses insectes chez Kaufland, une des principales chaines de supermarchés allemande.

## Savoir-faire
L'entreprise Entoma développe des produits à destination de l'alimentation humaine à base de criquets (Locusta Migratoria), grillons (Acheta Domestica), vers de farine molitors (Tenebrio Molitor) et buffalos (Alphitobius Diaperinus). L'entreprise a commencé par commercialiser des insectes entiers destinés au marché de l'apéritif puis a développé son activité en créant une gamme de barres protéinées et énergétiques à base d'insectes réduis en poudre. Par la suite, Jimini's a créé une gamme de trois granolas protéinés ainsi qu'une gamme de pâtes à la poudre d'insectes. L'entreprise travaille également en partenariat avec l'INRA et AgroParisTech sur le développement de l'Insteak, un substitut à la viande et aux galettes végétales, fabriqué à partir de protéine d'insectes texturées.

## Logos

## Lien Externe
Site officiel : https://www.jiminis.com